# San Pietro martire tra i santi Nicola e Benedetto

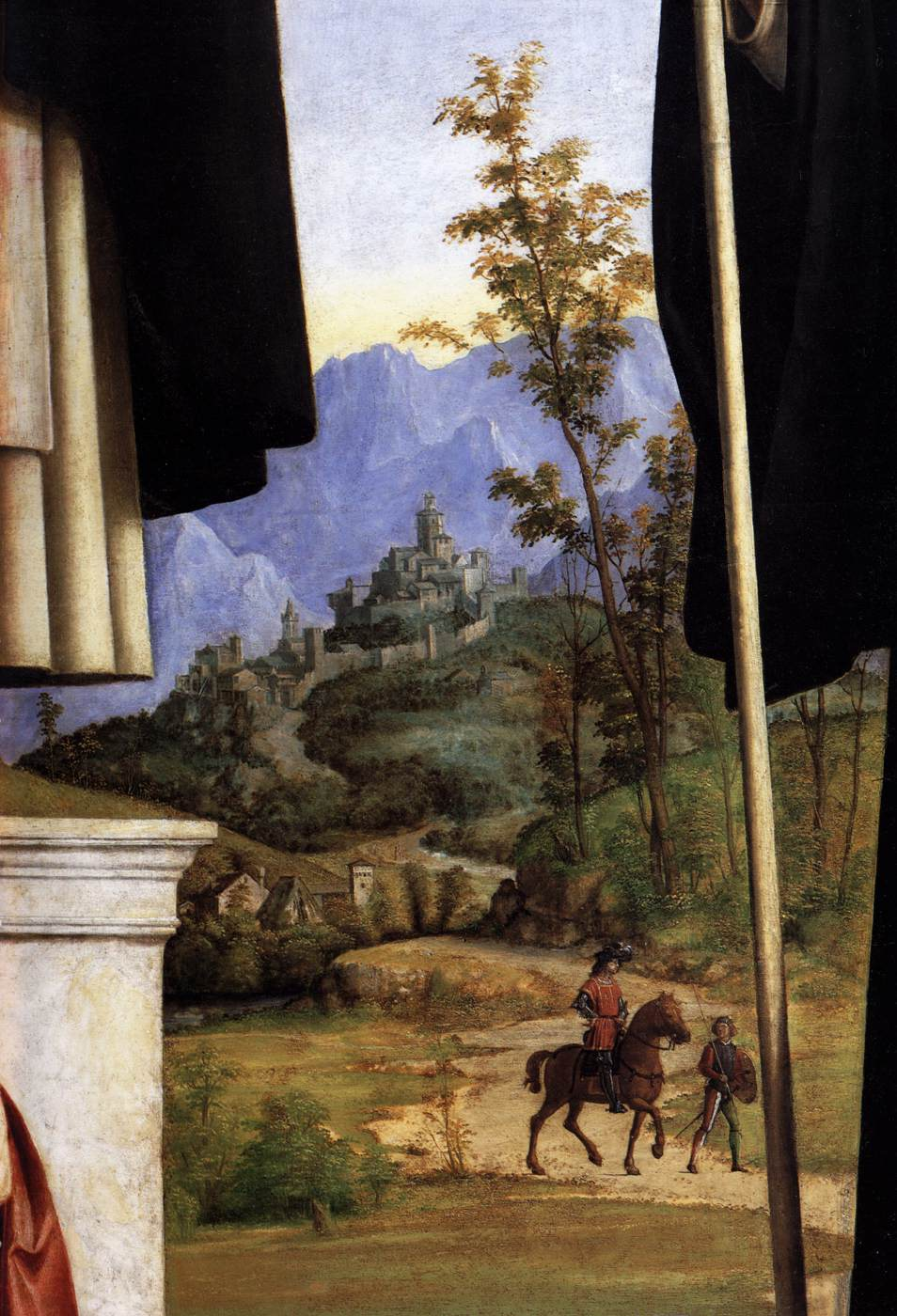
Dettaglio del paesaggio

San Pietro martire tra i santi Nicola da Bari e Benedetto con angelo musicante è un dipinto a olio su tavola (330x216 cm) di Cima da Conegliano, databile al 1505-1506 circa e conservato presso la Pinacoteca di Brera a Milano.

## Storia
Il dipinto fu commissionato da Benedetto Carlone, mercante di spezie, per l'altare di San Pietro Martire nella chiesa del Corpus Domini a Venezia, dove aveva disposto di venire sepolto. Arrivò a Brera nel 1811 con le soppressioni napoleoniche.

## Descrizione e stile
Il modello di riferimento per la pala sono le sacre conversazioni di Giovanni Bellini, di toccante equilibrio, a cui Cima aggiunse la sua personale sensibilità per il paesaggio e per la resa della luce nitida e splendente, dimostrando una precoce adesione alle novità di Giorgione.
In una scenografia volta aperta sul paesaggio, san Pietro martire, riconoscibile per l'abito domenicano, il coltello in testa e la palma del martirio in mano, manda una benedizione dall'alto di un piediastallo, ai cui piedi sta un angioletto musicante, tema molto diffuso inventato dal Bellini.
Ai lati stanno i santi Nicola di Bari, riconoscibile per la veste vescovile e per le tre palle d'oro con cui salvò tre fanciulle povere dalla miseria, e san Benedetto, con la scura tonaca benedettina, il libro (che ricorda la Regola di ogni monaco) e il pastorale. 
Benedetto era stato richiesto in quanto eponimo del committente, il mercante di spezie Benedetto Carlone, e Nicolò eponimo del padre già sepolto ai piedi dell'altare dedicato a Pietro martire, Il Carlone avrebbe desiderato anche una Madonna nel cielo ma l'artista scelse di non rappresentarla.
La lucerna che pende realisticamente dalla chiave di volta, perfettamente sull'asse del dipinto, rimanda a echi padovani, filtrati dal Bellini che a sua volta, in gioventù, li aveva appresi dal Mantegna.
Il paesaggio digrada dolcemente da destra verso sinistra, mostrando colli verdeggianti e montagne popolati da figurette fino al bordo di un lago (il Garda?). Con sensibilità viene riprodotto l'effetto di sbiadimento per gli oggetti più lontani, mentre il cielo presenta i bagliori dell'alba.